# Avnej Ejtan
Avnej Ejtan (hebrejsky אַבְנֵ"י אֵיתָ"ן nebo אבני איתן, doslova „Ejtanovy kameny“, jde o akronym jmen šesti izraelských vojáků spojených s touto osadou, kteří padli ve válkách, v oficiálním přepisu do angličtiny Avne Etan, přepisováno též Avnei Eitan) je izraelská osada a vesnice typu mošav na Golanských výšinách v Oblastní radě Golan.

## Geografie
Vesnice se nachází v nadmořské výšce 385 metrů, cca 22 kilometrů severovýchodně od města Tiberias, cca 73 kilometrů východně od Haify a cca 125 kilometrů severovýchodně od centra Tel Avivu. Leží na náhorní plošině v jižní části Golanských výšin, jižně od vádí Nachal El Al, které teče západním směrem do Galilejského jezera. Jihovýchodně od obce se terén prudce svažuje do údolí vodního toku Nachal Rakad, který odděluje území izraelské a syrské kontroly a tvoří hranici Golanských výšin.
Obec je situována v oblasti s hustou sítí zemědělského osídlení, takřka výlučně židovského, tedy bez arabských sídel. Je součástí bloku nábožensky orientovaných sídel zvaného Guš Chispin, do kterého patří ještě vesnice Nov, Chispin a Ramat Magšimim. Avnej Ejtan je na dopravní síť Golanských výšin je napojena pomocí silnice číslo 98 – hlavní severojižní komunikace v tomto regionu.

## Dějiny
Avnej Ejtan leží na Golanských výšinách, které byly dobyty izraelskou armádou v roce 1967 a jsou od té doby cíleně osidlovány Izraelci. Tato vesnice byla založena jako provizorní sídlo v červenci 1974, tedy krátce po Jomkipurské válce. Ve zprávě z roku 1977 vypracované pro Senát Spojených států amerických se vesnice udává jako ve výstavbě. Podle oficiálních statistik došlo ke vzniku obce roku 1978.
Členové mošavu dlouho pobývali v sousední vesnici Nov. Teprve v červnu 1987 se osada přesunula do nynější polohy a osadníci se přestěhovali do zděných obydlí. Ekonomika obce je založena na zemědělství a turistice. Funguje zde mechina, tedy vojenská přípravka (מכינה קדם צבאית) zaměřená na anglicky mluvící uchazeče zahraničního původu, a midraša, tedy ústav pro ženská náboženská studia.

## Demografie
Avnej Ejtan je osadou s nábožensky založenými obyvateli. Jde o menší sídlo vesnického typu s dlouhodobě rostoucí populací. Po roce 2005 se do vesnice přistěhovalo 16 (podle jiného pramene 25) rodin, které se musely v rámci Izraelského plánu jednostranného stažení opustit své domovy v Pásmu Gazy. Šlo zejména o obyvatele zrušené osady Necer Chazani. Populace Avnej Ejtan díky tomu tehdy skokově narostla. K 31. prosinci 2014 zde žilo 601 lidí. Během roku 2014 stoupla populace o 3,1 %.
| Rok            | 1983 | 1995 | 1999 | 2000 | 2001 | 2003 | 2004 | 2005 | 2006 | 2007 | 2008 | 2009 | 2010 | 2011 | 2012 | 2013 | 2014 |
| -------------- | ---- | ---- | ---- | ---- | ---- | ---- | ---- | ---- | ---- | ---- | ---- | ---- | ---- | ---- | ---- | ---- | ---- |
| Počet obyvatel | 123  | 216  | 276  | 290  | 324  | 344  | 337  | 357  | 418  | 468  | 468  | 442  | 492  | 533  | 583  | 583  | 601  |